# Vitamina B6
La vitamina B6 o piridoxina es una vitamina hidrosoluble, lo que implica que se elimine a través de la orina y se repone diariamente con la dieta. Se encuentra en el germen de trigo, carne, huevos, pescado y verduras, legumbres, nueces, alimentos ricos en granos integrales, al igual que en los panes y cereales enriquecidos. Forma parte de las vitaminas del grupo B.

## Historia
En 1934, el médico húngaro Paul György descubrió una sustancia que podía curar una enfermedad de la piel en las ratas (dermatitis acrodinia). Llamó a esta sustancia vitamina B6. En 1938, Samuel Lepkovsky aisló la vitamina B6 del salvado de arroz. Harris y Folkers en 1939 determinaron la estructura de la piridoxina y, en 1945, Snell pudo mostrar las dos formas de vitamina B6, piridoxal y piridoxamina. La vitamina B6 se denominó piridoxina para indicar su homología estructural con la piridina. [cita requerida]

## Composición química
La vitamina B6 es en realidad un grupo de tres compuestos químicos llamados piridoxina (o piridoxol), piridoxal y piridoxamina:

Estructura de la piridoxina
Estructura del piridoxal
Estructura de la piridoxamina
Estructura del fosfato de piridoxal

Los derivados fosforilados del piridoxal y la piridoxina (fosfato de piridoxal (PLP) y fosfato de piridoxamina (PMP) respectivamente) desempeñan funciones de coenzima. Participan en muchas reacciones enzimáticas del metabolismo de los aminoácidos y su función principal es la transferencia de grupos amino; por tanto, son coenzimas de las transaminasas, enzimas que catalizan la transferencia de grupos amino entre aminoácidos; dichas coenzimas actúan como transportadores temporales de grupos amino.

## Función
- El fosfato de piridoxal, la forma metabólicamente activa de la vitamina B6 que sirve de coenzima para múltiples enzimas, interviene en el metabolismo de neurotransmisores que regulan el estado de ánimo, como la serotonina, pudiendo ayudar, en algunas personas, en casos de depresión, estrés y alteraciones del sueño. Además interviene en la síntesis de dopamina, adrenalina, norepinefrina y GABA (ácido gamaaminobutírico), un neurotransmisor inhibitorio muy importante del cerebro.[5]
- Esta vitamina es muy popular entre los deportistas ya que incrementa el rendimiento muscular y la producción de energía. Eso se debe a que cuando hay necesidad de un mayor esfuerzo favorece la liberación de glucógeno que se encuentra almacenado en el hígado y en los músculos. También puede colaborar a perder peso ya que ayuda a que nuestro cuerpo consiga energía a partir de las grasas acumuladas.
- Se necesita en mayor cantidad cuando se siguen dietas altas en proteínas.
- Es necesaria para que el cuerpo fabrique adecuadamente anticuerpos y eritrocitos (glóbulos rojos).
- Es muy importante para una adecuada absorción de la vitamina B12 y del magnesio.
- La diabetes gestacional y la lactancia se han relacionado con una deficiencia de vitamina B6 que provocaría un bajo nivel de insulina que dificultaría la entrada de hidratos de carbono en las células. Las personas diabéticas a menudo observan que necesitan menos insulina si toman vitamina B6, por lo que deben vigilar sus niveles de glucosa y adecuar la dosis de insulina.
- Alivia las náuseas.
- También ayuda en caso de tendencia a espasmos musculares nocturnos, calambres en las piernas y adormecimiento de las extremidades.
- Puede ayudar a reducir la sequedad de boca ocasionada por la toma de medicamentos y/o drogas (sobre todo por algunos antidepresivos).
- Interviene en la síntesis de ADN y ARN.
- Protege contra la degeneración del ADN en las células y el cáncer.[6]
- Mantiene el funcionamiento de las células nerviosas ya que interviene en la formación de mielina.
- Favorece la absorción de hierro.

## Deficiencia
La deficiencia dietética es extremadamente rara. Algunas drogas (e.g. isoniazida, hidralazina y penicilamina) obran recíprocamente con el fosfato del pyridoxal, produciendo deficiencia de B6. La polineuropatía que ocurre después del uso de isoniazida responde generalmente a la vitamina B6. La anemia sideroblástica responde de vez en cuando a la vitamina B6. Han ocurrido casos de polineuropatía después de altas dosis (magnesio >200) entregadas muchos meses. La vitamina B6 se utiliza para la tensión premenstrual: una dosis diaria del magnesio 10 no debe ser excedida.
La carencia de piridoxina tiene lugar en los países en desarrollo, sobre todo como consecuencia del tratamiento de la tuberculosis con isoniacida. Esta sustancia, que es muy efectiva y se puede tomar por vía oral, se introdujo como tratamiento para la tuberculosis a principios de la década de 1950 y llegó a ser muy utilizada, y en parte reemplazó a la inyección de estreptomicina que hasta entonces era la terapia utilizada. A pesar del desarrollo de otras medicinas, la isoniacida todavía se utiliza mucho. La tuberculosis, en gran parte controlada en los países industrializados en la década de 1970, hoy se encuentra en resurgimiento, con casos resistentes a medicamentos y otros que se relacionan con el síndrome de inmunodeficiencia adquirida (sida) lo que preocupa a las autoridades de salud pública. En muchos países africanos y asiáticos la tuberculosis es muy común y es una causa importante de morbilidad y mortalidad.
Probablemente, la isoniacida en grandes dosis por periodos prolongados, precipite la carencia de vitamina B6. Se dice que aumenta las necesidades de vitamina B6.
El diagnóstico de la deficiencia de vitamina B6 suele ser clínico. No hay una sola prueba de laboratorio aceptada para definir el estado de la vitamina B6; lo más frecuente es medir los niveles séricos de fosfato de piridoxal.
La deficiencia casi siempre se manifiesta por anormalidades neurológicas, que incluyen una neuritis periférica, con dolor grave en las extremidades, tanto superiores como inferiores. La experiencia en África oriental demostró que debido al dolor, los pacientes rurales no podían caminar hasta los centros de salud para ser examinados o para obtener su medicina.
Se recomienda que los enfermos de tuberculosis a quienes se trata con isoniacida reciban de 10 a 20 mg de piridoxina por vía oral cada día. La piridoxina es mucho más cara que la isoniacida. Por lo tanto el suministro de la vitamina aumenta de modo significativo el costo del tratamiento.
Se ha sugerido que en ciertas partes del mundo, particularmente en Tailandia, el bajo consumo de vitamina B6 puede ser responsable de cálculos en la vejiga urinaria. Se sabe que la vitamina B6 disminuye la excreción de oxalatos en la orina y que la carencia de vitamina B6 lleva a un riesgo mayor de formación de cálculos de oxalato en el riñón o en la vejiga.
Los anticonceptivos hormonales se han asociado con carencias de folato y vitamina B6. Sin embargo, con las píldoras anticonceptivas más recientes no se ha visto carencia de vitamina B6. Se dice que la vitamina B6 por vía oral reduce las náuseas de algunas mujeres en los primeros meses del embarazo.
Existe un síndrome congénito sumamente raro, llamado enfermedad genética sensible a la piridoxina. Hay hiperirritabilidad, convulsiones y anemia en los primeros días de vida. A menos que se trate muy temprano con vitamina B6, el niño desarrolla un serio retardo mental permanente.
Se pueden recetar dosis altas de vitamina B6 para tratar trastornos como el síndrome del túnel carpiano o el síndrome premenstrual, aunque hay pocos indicios de que aporte algún beneficio.
Tomar dosis muy altas de vitamina B6 puede dañar los nervios (lo que se denomina neuropatía), causando dolor y entumecimiento en las piernas y los pies. Además, puede que no se sientan las vibraciones ni la postura en que se encuentran los brazos y las piernas (sensibilidad postural). Por este motivo, se tiene dificultad para caminar.
El diagnóstico de la toxicidad por vitamina B6 se basa en los síntomas y en los antecedentes de ingestión de dosis altas de vitamina B6.
El tratamiento de la toxicidad por vitamina B6 implica dejar de tomar suplementos de vitamina B6. La recuperación suele ser lenta, y puede persistir la dificultad para caminar.